# Manuel José Candeias
Manuel José Candeias (Vila da Praia, Terceira, 27 de outubro de 1831 — Angra do Heroísmo (Sé), 18 de abril de 1899), músico militar, distinto executante de barítono, compositor e mestre de banda militar. Compôs em 1868 o Hino do Senhor Santo Cristo dos Milagres, hoje ícone daquelas festas na cidade de Ponta Delgada, nos Açores.

## Biografia
Nasceu na freguesia de Santa Cruz, na então vila da Praia, filho de Rosalinda Cândida, da vila de São Sebastião, e de pai incógnito. Teve como padrinho José da Cruz, cabo de esquadra do Batalhão de Caçadores n.º 3.
Seguiu a carreira de músico militar, tendo sido colocado em vários quartéis. Ao longo do seu percurso profissional, revelou-se um excelente executante de barítono das bandas regimentais do Exército Português. Em 1852-1853 esteve em Guimarães, onde casou com Maria Maximina Olívia Oliveira, de Oliveira (Guimarães), e lhe nasceu uma filha. Também prestou serviço no Regimento de Caçadores n.º 11, em Ponta Delgada, período em que entre as suas produções está o Hino do Senhor Santo Cristo. Aquele hino, composto em 1869, é hoje ícone daquelas festas de Ponta Delgada e tocado por todo o arquipélago.
Foi mestre da banda do Regimento de Caçadores n.º 10, ao tempo aquartelado na Fortaleza de São João Baptista no Monte Brasil, cidade de Angra do Heroísmo, função que desempenhava quando faleceu. Faleceu no Pico da Urze, freguesia de São Pedro de Angra, mas o óbito foi registado na Sé, onde era paroquiano.

## Links
- Hino do Senhor Santo Cristo dos Milagres